# Anamenia gorgonophila
Anamenia gorgonophila is een Solenogastressoort uit de familie van de Strophomeniidae. De wetenschappelijke naam van de soort is voor het eerst geldig gepubliceerd in 1880 door Kowalewsky.